# نیوتسو (اورگن)
نیوتسو (به انگلیسی: Neotsu) یک منطقهٔ مسکونی در ایالات متحده آمریکا است که در شهرستان لینکلن، اورگن واقع شده‌است. نیوتسو ۲۱٫۰۳ متر بالاتر از سطح دریا قرار دارد.